# Cantó de Pierre-de-Bresse
El cantó de Pierre-de-Bresse és un cantó francès del departament de Saona i Loira, situat al districte de Louhans. Té 17 municipis i el cap és Pierre-de-Bresse.

## Municipis
- Authumes
- Beauvernois
- Bellevesvre
- La Chapelle-Saint-Sauveur
- Charette-Varennes
- La Chaux
- Dampierre-en-Bresse
- Fretterans
- Frontenard
- Lays-sur-le-Doubs
- Montjay
- Mouthier-en-Bresse
- Pierre-de-Bresse
- Pourlans
- La Racineuse
- Saint-Bonnet-en-Bresse
- Torpes

## Història
| Data d'elecció                           | Identitat     | Partit              | Qualitat |
| ---------------------------------------- | ------------- | ------------------- | -------- |
| 1945-1958                                | M. Rebouillat | RI, després radical |          |
| 1958-1970                                | M. Deliry     | RI                  |          |
| 1970-1982                                | Jean Camus    | SFIO, després PS    |          |
| 1982-2001                                | Jean Pareau   | UDF                 |          |
| 2001-                                    | Alain Gillet  | UMP                 |          |
| les dades anteriors no són pas conegudes |               |                     |          |
|                                          |               |                     |          |

## Demografia
| A partir de 1990: Població sense dobles comptes |